# Иоганн Георг Гогенцоллерн
Иоганн Георг Карл Леопольд Эйтель Фридрих Мейнрад Мария Хубертус Михаэль Гогенцоллерн (нем. Johann Georg Carl Leopold Eitel-Friedrich Meinrad Maria Hubertus Michael von Hohenzollern; 31 июля 1932, Замок Зигмаринген — 2 марта 2016, Мюнхен) — представитель дома Гогенцоллерн-Зигмаринген, муж принцессы Биргитты, сестры короля Швеции Карла XVI Густава.

## Биография
Третий сын принца Фридриха Гогенцоллерна (1891—1965), главы дома Гогенцоллерн-Зигмаринген (1927—1965), и принцессы Маргариты Каролы Саксонской (1900—1962).
Иоганн Георг, известный как «Ганси», имел трёх братьев (Фридрих Вильгельм, Франц Йозеф и Ферфрид) и трёх сестер (Бенедикта, Мария Альденгунда и Мария Тереза).

## Брак
В 1959 году Иоганн Георг познакомился с принцессой Биргиттой Шведской (19 января 1937 — 4 декабря 2024), сестрой нынешнего короля Карла XVI Густава, на вечеринке своих друзей и родственников в Германии. Биргитта была второй дочерью Густава Адольфа, герцога Вестерботтенского и Сибиллы Саксен-Кобург-Готской.
15 декабря 1960 года в Королевском дворце Стокгольма было объявлено об их помолвке. Гражданская церемония брака состоялась в Королевском дворце Стокгольма 25 мая 1961 года, а церковный брак произошла в церкви Святого Йохана во дворце Зигмаринген 30 мая 1961 года.
В 1990 году супруги стали жить раздельно, но брак официально расторгнут не был. Они вместе участвовали во всех важных мероприятиях шведской королевской семьи, в том числе в 2010 году присутствовали на свадьбе кронпринцессы Виктории. В 2011 году Иоганн Георг и Биргитта отпраздновали золотую свадьбу.

## Дети
- Принц Карл Кристиан Гогенцоллерн (род. 5 апреля 1962, Мюнхен) женат с 1999 года на Николь Элен Нестич (род. 22 января 1968), у них один сын
- Принцесса Дезире Гогенцоллерн (род. 27 ноября 1963, Мюнхен), в первом браке с 1990 года (развод в 2002) за Генрихом Георгом Францем (род. 1956), графом Ортенбург (трое детей), во втором в 2004 году за Экбертом Боленом унд Хальбах (род. 1956)
- Принц Хубертус Гогенцоллерн (род. 10 июня 1966, Мюнхен), женат с 2000 года на Марии Ута Кениг (род. 25 февраля 1964), от брака с которой у него сын и дочь

## Образование и карьера
В 1955—1964 годах изучал историю искусства и классическую археологию в университетах Парижа, Фрайбург-им-Брайсгау и Мюнхена. С 1966 года принц работал в Баварских государственных собраниях картин. Вначале он был специалистом по испанской и французской живописи, позднее стал заместителем генерального директора.
Иоганн Георг по профессии — искусствовед и проживал в Грюнвальде, районе Мюнхена.
С 1986 года — Иоганн Георг Гогенцоллерн был генеральным директором Баварского национального музея. Во время его руководства музей отказался от различных крупномасштабных проектов, а также от приобретения коллекции произведений искусства Фрица Тиссена.
С 1992 по 1998 год он работал генеральным директором Баварского государственного собрания картин и был также директором «Hypo-Kunsthalle» в культурном фонде «Hypo».
Он являлся членом Консультативного совета Европы в Christie’s International plc.
В 1964 году он защитил докторскую диссертацию по французской готике.

## Титулы
- 31 июля 1932 — 2 марта 2016 — Его Светлость Принц Иоганн Георг Гогенцоллерн.

## Награды
- Кавалер Офицерского креста Ордена «За заслуги» Федеративной Республики Германии
- Кавалер Королевского Ордена Серафимов (1961)
- Кавалер Баварского ордена « За заслуги»
- Кавалер Большого Креста Военного Константиновского ордена Святого Георгия.